# Un reietto delle isole (film 1980)
Un reietto delle isole è un film TV del 1980 diretto da Giorgio Moser, basato sull'omonimo romanzo di Joseph Conrad.
Il film è stato prodotto dalla RAI e mandato in onda sulla prima rete in tre puntate dal 31 ottobre al 7 novembre 1980. Il film è stato girato interamente nello stato del Kerala in India.

## Trama
Un giovane avventuriero olandese, preso sotto l'ala protettrice del capitano di un brigantino commerciale, tradisce dapprima la fiducia del suo armatore e poi quella dello stesso comandante. Tra vicissitudini sentimentali e alterne fortune, il suo destino sarà drammaticamente segnato dal ripudio e dalla solitudine.

## Colonna sonora
La musica è stata composta da Mario Nascibene, scritta per strumenti orientali, principalmente il sitar e il santur creando un paesaggio sonoro che unisce lo spiritualismo al mondo mondano e al dramma della storia.